# Ловац против топа
Ловац против топа је југословенски телевизијски филм из 1986. године. Режирао га је Сава Мрмак, а сценарио је писао Синиша Павић.

## Радња
Овај филм приказује класичан систем регрутације посрнулих младих људи у свет политичког екстремизма. Прича почиње као случај младог џепароша, хапшеног због певања забрањених песама у СФРЈ, који полако бива заведен и корумпиран да постане терориста. Током првог уласка у земљу са немачким пасошем и идентитетом, намирише га УДБА-ш који ординира у летовалишту које посећују странци и почиње акција констатовања да ли је реч о убаченом елементу. Када га убаце други пут са новим идентитетом, циљ му је да подметне неколико бомби које би створиле страх, упропастиле туристичку сезону, смањујући девизни прилив СФРЈ.

## Улоге
| Глумац               | Улога                                                 |
| -------------------- | ----------------------------------------------------- |
| Метод Певец          | Павле Гачић                                           |
| Милан Штрљић         | Иван                                                  |
| Милан Пузић          | Политички екстремистички емигрант                     |
| Бошко Пулетић        | Главни инспектор                                      |
| Аљоша Вучковић       | Женскарош                                             |
| Наташа Лучанин       | Лажна вереница Елза                                   |
| Иван Бекјарев        | Шарло                                                 |
| Тихомир Станић       | Шверцер                                               |
| Војка Чордић         | Шверцерка                                             |
| Миодраг Крстовић     | Алојз с лажним именом Ентони Хартфилд                 |
| Нада Блам            | Удбашица с лажним именом Елизабет Хартфилд            |
| Јосиф Татић          | Монтер мина                                           |
| Јелица Сретеновић    | Иванова жена                                          |
| Вељко Мандић         | Луди Стипе                                            |
| Бранко Ђурић         | Надређени у републичкој централи за утврду идентитета |
| Стане Потиск         | Аустријанац Уго, продавац мина и отрова               |
| Влатко Дулић         | Клинг, коцкар                                         |
| Богдан Јакуш         | Пословођа аутоперионице                               |
| Рас Растодер         | Удбаш                                                 |
| Љубо Шкиљевић        | Шарлов телохранитељ                                   |
| Предраг Милинковић   | Шарлов запослени                                      |
| Јован Никчевић       | Телохранитељ екстремног емигранта                     |
| Андреј Нахтигал      | Инспектор аустријске полиције                         |
| Олга Познатов        | Продавачица сладоледа                                 |
| Марко Симчић         | Рецепционер                                           |
| Деметер Битенц       |                                                       |
| Слободан Колаковић   |                                                       |
| Зинаид Мемишевић     |                                                       |
| Игор Хајдархоџић     |                                                       |
| Мирко Шаталић        |                                                       |
| Александар Цакић     |                                                       |
| Миливоје Богатиновић |                                                       |
| Андрија Јелавић      |                                                       |
| Миладин Костадиновић |                                                       |
| Александра Косановић |                                                       |

## О Филму
Мрмкова режија је нажалост превише статична и уопште недорасла овом материјалу. Павићев сценарио пак има проблем у томе што не успева да идентификује ко је главни јунак. У трилерском погледу, Павићев сценарио је коректан, у појединим аспектима чак и духовит али Мрмкова реализација је слаба, користио је мали број позиција камере што успорава приповедање. Равасијево Место сусрета Београд или серија Брисани простор делују као остварења прекаљених жанровских професионалаца у односу на ово. Ипак, занимљива је слутња часовника на ,,пакленим стројевима и касније употребе часовника у завршници филма која из данашње визуре делује као знак да ,,време истиче“, да је дошло ,,задње време“, да је ,,минут до дванаест“ да се спречи распад државе који прижељкују политички екстремисти.